# Антоновська Анна Арнольдівна
А́нна Арно́льдівна Антоно́вська (31 грудня 1885 (13 січня 1886), Тбілісі — 21 жовтня 1967) — російська радянська письменниця.

## Творча діяльність
Друкується з 1921. Створила 34 праці, опубліковані в 51 виданні трьома мовами.

### Твори
Більшість її творів відображають героїку революційних років («Транспорт вогню», «Надзвичайний комісар», «На Батумському рейді» та ін.). Історичний роман «Великий Моураві» (1939— 58; Сталінська премія, 1942) присвячений історії Грузії та її видатному діячеві — полководцеві кінця XVI — початку XVII століття — Георгієві Саакадзе.